# کمین (فیلم ۱۹۵۰)
«کمین» (انگلیسی: Ambush (1950 film)) فیلمی در ژانر وسترن به کارگردانی سم وود است که در سال ۱۹۵۰ منتشر شد.

## بازیگران
- رابرت تیلور
- ارلن دال
- دان تیلر
- جین هیگن
- لیون امس
- جان مک‌اینتایر
- لین چندلر
- چارلز استیونس
- ری تیل
- فلورنس لیک